# Rosse populierboleet
De Rosse populierboleet (Leccinum aurantiacum) is een schimmel behorend tot de familie Boletaceae. Het is een ectomycorrhizapartner van Populier, Eik, zelden Berk, Beuk, Tamme kastanje en Linde, alleen of in groepen op matig voedselrijke, zandige, of lemige bodem. Vrij algemeen, in de duinen, op de hoge zandgronden en in Zuid-Limburg, zelden in het rivierengebied of in veenweidegebieden. Zomer-herfst. Wijd verspreid in geheel Europa. 

## Kenmerken
Hoed
De Rosse populierboleet is gekenmerkt door een levendig rode tot roodbruine hoed, met de hoedhuid vaak over de buisjes heen stekend met min of meer driehoekige flapjes.  De hoed bereikt een diameter van 15 cm. De vorm is convex bij jonge exemplaren en vervolgens afgeplat. Het is vlezig, droog en dof bij droog weer, plakkerig bij nat weer. Oppervlak schilferig en vezelig vilt.
Poriën
De buisjes zijn wittig, de poriën eveneens, maar die kleuren soms wat gelig bruin bij het ouder worden. Als je erop drukt, worden de poriën bruin.
Steel
De steel van jonge stadia is met kleine roodbruine schubjes bedekt, geïsoleerd aan de top, maar naar de voet vaak wat samenvloeiend, bij ouderdom verkleurend naar donker roodbruin of zwartbruin. 
Vlees
Het vlees is wit, maar verkleurt paarsig-grijs tot zwart bij doorsnijden, in de steelvoet blauwgroen. 
Geur en smaak
De geur en smaak zijn aangenaam.
Sporen
De sporen zijn glad, spindelvormig, 13–17 × 5–7 μm groot.
Op grond van moleculair onderzoek is vastgesteld dat de eikenboleet (Leccinum quercinum) dezelfde soort betreft als de Rosse populierboleet. De oranje populierboleet (Leccinum  albostipitatum) verschilt in de meer oranje hoedkleur en witte schubjes op de steel bij jonge exemplaren, die slechts langzaam bruin worden.

## Verspreiding
In Nederland komt de rosse populierboleet algemeen voor. Hij staat op de rode lijst in de categorie 'Kwetsbaar'.

## Taxonomie
Oorspronkelijk was hij Boletus duriusculus genoemd door de Hongaars-Kroatische mycoloog Stephan Schulzer von Müggenburg in 1874. De huidige naam, erkend door Index Fungorum, werd er in 1947 aan gegeven door Rolf Singer, die het overbracht naar het geslacht Leccinum.